# Wolfgang Reitherman
Wolfgang Reitherman (Monaco di Baviera, 26 giugno 1909 – Burbank, 22 maggio 1985) è stato un animatore, regista e produttore cinematografico tedesco naturalizzato statunitense.

## Biografia
Nato a Monaco nel 1909, Wolfgang Reitherman, figlio di genitori tedeschi, si trasferì negli Stati Uniti da piccolo. Nel 1934 approdò alla Disney, dove diverrà ben presto un apprezzato animatore, tanto da essere considerato nel tempo come uno dei cosiddetti Nine Old Men. Esordì come animatore nel primo dei Classici Disney, Biancaneve e i sette nani. Già dal film successivo, Pinocchio, lavorò come direttore dell'animazione. Venne promosso al ruolo di regista da La bella addormentata nel bosco, lavorando come supervisore e produttore nei film successivi.
Woolie Reitherman s'era sposato con Janie Marie McMillan, da cui ebbe i figli Richard, Robert e Bruce Reitherman, i quali furono doppiatori in alcuni film diretti dal padre. I primi due si alternarono con Rickie Sorensen come voci di Semola nel film del 1963 La spada nella roccia, mentre il terzo doppiò Christopher Robin in Winny-Puh l'orsetto goloso e Mowgli ne Il libro della giungla, lavorando poi tra gli anni novanta e duemila a diversi documentari naturalistici televisivi. Si ritirò dalla Disney nel 1981. Morì a Burbank nel 1985, 75enne, a causa d'un incidente stradale nei pressi della sua abitazione.

## Filmografia parziale

### Regista
- La bella addormentata nel bosco (1959)
- Golia, piccolo elefante (1960)
- La carica dei cento e uno (1961)
- Pippo e il fuoribordo (1961)
- La spada nella roccia (1963)
- Il libro della giungla (1967)
- Gli Aristogatti (1970)
- Robin Hood (1973)
- Le avventure di Winnie the Pooh (1977)
- Le avventure di Bianca e Bernie (1977)

### Produttore
- Gli Aristogatti (1970)
- Robin Hood (1973)
- Le avventure di Winnie the Pooh (1977)
- Le avventure di Bianca e Bernie (1977)
- Red e Toby nemiciamici (1981)

### Animatore
- Biancaneve e i sette nani (1937) - Animatore dello Specchio Magico
- Pinocchio (1940) - Animatore di Pinocchio, Grillo e Balena
- Fantasia (1940)
- Dumbo - L'elefante volante (1941) - Animatore di Timoteo
- Saludos Amigos (1943) - Animatore di Pippo, sequenza "El Gaucho Goofy"
- Musica maestro (1946)
- Bongo e i tre avventurieri (1947) - Animatore di Topolino in "Topolino e il fagiolo magico"
- Lo scrigno delle sette perle (1948)
- Le avventure di Ichabod e Mr. Toad (1949) - Animatore del cavaliere senza testa
- Cenerentola (1950)
- Alice nel Paese delle Meraviglie (1951)
- Le avventure di Peter Pan (1953) - Animatore di Capitan Uncino, con Frank Thomas
- Lilli e il vagabondo (1955)
- La Bella Addormentata Nel Bosco (1959) Animatore del Drago